# 붙인 지붕

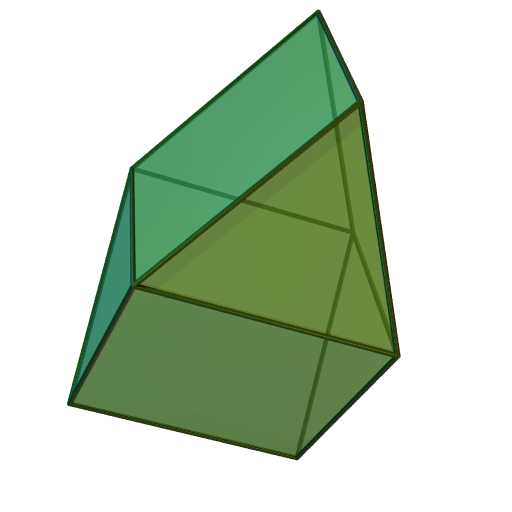
비틀어 붙인 이각지붕 (J26)이다.

기하학에서 붙인 지붕은 두 지붕을 밑면끼리 붙인 형태이다.
각 지붕의 중간은 삼각형과 사각형이 번갈아 나타나기 때문에 두 종류의 붙인 지붕이 있다. 같은 면이 서로 붙었으면 맞붙인 지붕이다; 사각형이 삼각형에 붙었으면 비틀어 붙인 지붕이다.
지붕과 붙인 지붕은 각기둥, 쌍각뿔, 엇쌍각뿔과 같이 분류적으로 다면체의 무한한 집합으로 존재한다.
붙인 지붕 중 여섯 개는 정다각형 면을 가진다: 삼각, 사각 그리고 오각 맞- 그리고 비틀어 붙인 지붕이다. 비틀어 붙인 삼각지붕은 아르키메데스의 다면체, 육팔면체이다; 다른 다섯개는 존슨의 다면체이다.
높은 차수의 붙인 지붕은 옆면이 직사각형과 이등변삼각형으로 늘릴 수 있을 때 만들 수 있다.
붙인 지붕은 모든 꼭짓점이 네 개의 면을 가진다는 점에서 특별하다. 이것은 그 쌍대다면체의 모든 면이 사각형이라는 것을 의미한다. 가장 잘 알려진 예는 12개의 마름모 면으로 구성된 마름모십이면체이다. 맞붙인 형태 맞붙인 삼각지붕의 쌍대 역시 마름모십이면체와 유사한 십이면체이다. 하지만 이것은 길고 짧은 변이 둘레에 번갈아 나타나는 사다리꼴 면 6개를 가진다.

## 형태

### 맞붙인 지붕의 집합
| 대칭           | 그림 | 설명                                                                                     |
| -------------- | ---- | ---------------------------------------------------------------------------------------- |
| D2h [2,2] *222 |      | 맞붙인 이각지붕 또는 bifastigium: (동일 평면의) 삼각형 4개, 사각형 4개                   |
| D3h [2,3] *223 |      | 맞붙인 삼각지붕 (J27): 삼각형 8개, 사각형 6개; 이것의 쌍대는 사다리꼴-마름모십이면체이다 |
| D4h [2,4] *224 |      | 맞붙인 사각지붕 (J28): 삼각형 8개, 사각형 10개                                           |
| D5h [2,5] *225 |      | 맞붙인 오각지붕 (J30): 삼각형 10개, 사각형 10개, 오각형 2개                              |
| Dnh [2,n] *22n |      | 맞붙인 n각지붕: 삼각형 2n개, 사각형 2n개, n각형 2개                                      |

### 비틀어 붙인 지붕
aA5 (rectified pentagonal antiprism)
다른 이름은 부풀린 각뿔이다. 이유는 비틀어 붙인  삼각지붕 즉 육팔면체가 정삼각뿔인 정사면체를 부풀려서 만들어지기 때문.
| 대칭            | 그림 | 설명                                                                                               |
| --------------- | ---- | -------------------------------------------------------------------------------------------------- |
| D2d [2+,4] 2*2  |      | 비틀어 붙인 이각지붕 (J26): 삼각형 4개, 사각형 4개                                                 |
| D3d [2+,6] 2*3  |      | 비틀어 붙인 삼각지붕 또는 육팔면체: 삼각형 8개, 사각형 6개; 이것의 쌍대는 마름모십이면체이다       |
| D4d [2+,8] 2*4  |      | 비틀어 붙인 사각지붕 (J29): 삼각형 8개, 사각형 10개                                                |
| D5d [2+,10] 2*5 |      | 비틀어 붙인 오각지붕 (J31): 삼각형 10개, 사각형 10개, 오각형 2개; 이것의 쌍대는 마름모이십면체이다 |
| Dnd [2+,2n] 2*n |      | 비틀어 붙인 n각지붕: 삼각형 2n개, 사각형 2n개, n각형 2개                                           |

## 참고 자료
- Norman W. Johnson, "Convex Solids with Regular Faces", Canadian Journal of Mathematics, 18, 1966, pages 169–200. Contains the original enumeration of the 92 solids and the conjecture that there are no others.
- Victor A. Zalgaller (1969). 《Convex Polyhedra with Regular Faces》. Consultants Bureau. No ISBN. The first proof that there are only 92 Johnson solids.